# Morti nel 1151
| Questa pagina contiene informazioni ricavate automaticamente dalle voci biografiche con l'ausilio del template Bio e di un bot. L'aggiornamento è periodico e automatico e ricostruisce completamente la pagina. Se manca una persona in questa lista, sei pregato di non aggiungerla, ma accertati piuttosto che la sua voce biografica contenga il template Bio e che i dati anagrafici siano correttamente compilati. Se il template Bio manca, inseriscilo tu stesso o, in alternativa, metti l'avviso {{tmp\|Bio}} che ne segnala la mancanza. Se i dati riportati sono sbagliati, correggi direttamente la voce biografica; le modifiche saranno visibili in questa lista entro pochi giorni. Per chiarimenti vedi il progetto biografie. La lista contiene solo le 14 persone che sono citate nell'enciclopedia e per le quali è stato implementato correttamente il template Bio. Pagina aggiornata al 18 apr 2025. |

- 13 gennaio - Sugerio di Saint-Denis, abate francese
- 15 gennaio - Elia II del Maine, conte
- 7 marzo - Teodevino di Porto, cardinale, vescovo cattolico e diplomatico tedesco
- 23 aprile - Adeliza di Lovanio, regina inglese
- 18 maggio - Litifredo, vescovo cattolico italiano
- 7 settembre - Goffredo V d'Angiò, conte (n. 1113)
- 19 settembre - Sibilla di Borgogna, regina (n. 1126)
- 7 dicembre - Werner di Steußlingen, vescovo cattolico tedesco
- Barisano di Ibelin, nobile francese
- Bertrando I di Forcalquier, conte
- Kim Pusik, politico coreano (n. 1075)
- Li Qingzhao, poetessa cinese (n. 1084)
- Raimondo Folch II de Cardona, nobile
- Riccarda di Sponheim, nobile tedesca